# Danh sách cầu thủ nước ngoài ghi bàn tại giải bóng đá vô địch quốc gia Việt Nam
Đây là danh sách cầu thủ nước ngoài ghi bàn tại Giải bóng đá Vô địch Quốc gia Việt Nam (V.League 1).
Một cầu thủ nằm trong danh sách dưới đây phải thoải mãn cả hai điều kiện:
1. Ghi được ít nhất một bàn thắng tại V.League 1. Những cầu thủ đã ký hợp đồng với các câu lạc bộ V.League nhưng chỉ ghi bàn ở các giải đấu hạng thấp hơn, cúp Quốc gia, Siêu cúp Quốc gia hoặc các cúp châu Á, sẽ không được tính.
2. Cầu thủ được coi là người nước ngoài, xác định bằng việc liệu anh ta có thể thi đấu cho đội tuyển quốc gia Việt Nam hay không, cụ thể là:

- Cầu thủ đã thi đấu ở cấp độ quốc tế thì đội tuyển quốc gia được xác định là quốc tịch; nếu anh ta thi đấu cho nhiều hơn một quốc gia thì cấp độ cao hơn (hoặc gần nhất) sẽ được xác định. Những người này bao gồm các cầu thủ Việt Nam mang 2 quốc tịch.
- Cầu thủ chưa từng thi đấu ở cấp độ quốc tế thì đất nước anh ta sinh ra sẽ được sử dụng, ngoại trừ những người được sinh ra ở nước ngoài nhưng có cha mẹ là người Việt hoặc chuyển tới Việt Nam định cư khi còn nhỏ.

Các câu lạc bộ được liệt kê là những đội bóng mà cầu thủ đã ghi ít nhất một bàn thắng tại V.League 1. Các cầu thủ đã ghi bàn cho Xi măng Xuân Thành Sài Gòn mùa 2013 và Ninh Bình mùa 2014 sẽ không được liệt kê ở danh sách này.
In đậm chỉ ra những cầu thủ đã ghi ít nhất 1 bàn thắng ở V.League 1 mùa giải hiện tại (2024–25) và vẫn đang thi đấu tại câu lạc bộ mà họ đã ghi bàn. Điều này không bao gồm các cầu thủ hiện tại nhưng chưa ghi được bàn thắng nào ở mùa giải hiện tại.
Tính đến ngày 9 tháng 3 năm 2024

## Ai Cập
- Mohamed Essam – Viettel

## Angola
- José Olivio Andrade Pereira – Khánh Hòa

## Argentina
- Alejandro Oscar Insaurralde – Thanh Hóa
- Cesar Paolo Cocchi – SHB Đà Nẵng
- Cristian Román Benítez – Hà Nội ACB
- Damián Andermatten – Hà Nội ACB, Thanh Hóa
- Diego Fabian Molares – Becamex Bình Dương
- Diego Mendez – SHB Đà Nẵng
- Ezequiel Brítez – SHB Đà Nẵng
- Gaston Eduardo Molina – SHB Đà Nẵng
- Gastón Merlo[a] – SHB Đà Nẵng, Nam Định, Sài Gòn
- Gonzalo Damian Marronkle – Hà Nội
- Lucas Cantoro – Hà Nội ACB
- Mario Antonio Romero – Thành phố Hồ Chí Minh
- Matías Eduardo Recio – Hà Nội
- Matías José Zbrun – SHB Đà Nẵng
- Mauricio Luis Giganti – Hà Nội ACB
- Nicolás Hernández – SHB Đà Nẵng
- Victor Adrian Reva – Hải Phòng
- Víctor Ormazábal – Hà Nội, Thành phố Hồ Chí Minh

## Ba Lan
- Mariusz Wysocki – SHB Đà Nẵng
- Tomasz Cebula – SHB Đà Nẵng

## Bắc Macedonia
- Nikolce Klečkarovski – SHB Đà Nẵng

## Bỉ
- Jordy Soladio – Sông Lam Nghệ An

## Bosnia và Hercegovina
- Neven Laštro – Than Quảng Ninh

## Bồ Đào Nha
- André Filipe Silva Rocha Vieira – Sài Gòn
- Carlos Fangueiro – Hà Nội
- Paollo Madeira Oliveira – Hồng Lĩnh Hà Tĩnh, Hoàng Anh Gia Lai
- Muacir – Khánh Hòa

## Bờ Biển Ngà
- Cheick Timité – Thành phố Hồ Chí Minh
- Douhou Pierre – Hoàng Anh Gia Lai
- John Jean-Baptiste Agnini Agnimou – Ninh Bình
- Kouassi Yao Hermann – SHB Đà Nẵng, Than Quảng Ninh
- Mohamed Koné – Hoàng Anh Gia Lai
- Moussa Sanogo – Ninh Bình, Hoàng Anh Gia Lai
- Oussou Konan Anicet – Nam Định
- Salia Ouattara – Sông Lam Nghệ An
- Cisse Youssouf – Cảng Sài Gòn

## Burkina Faso
- Ali Rabo – Becamex Bình Dương

## Burundi
- Alphonse Gatera – Hòa Phát Hà Nội, Sông Lam Nghệ An
- Dugary Ndabashinze – Becamex Bình Dương, Sài Gòn

## Brasil
- Pedro Henrique Oliveira da Silva – Viettel
- Agostinho – Hoàng Anh Gia Lai, Hà Nội, Khánh Hòa
- Antonio Fernado Padilha – Hà Nội ACB
- Andre Luiz Guimaraes Siqueira Junior – Thép Xanh Nam Định
- João Veras – Hoàng Anh Gia Lai
- Yuri Mamute – Hải Phòng
- Paulo Conrado – Thanh Hóa, Quảng Nam
- Alisson Pereira Santana – Nam Định
- Denílson Pereira Júnior – Hà Nội
- Antonio Rodrigues – Long An, Xuân Thành Sài Gòn, Hải Phòng
- Bernardo Frizoni – SHB Đà Nẵng
- Bruno Cantanhede – Viettel, Hà Nội, Đông Á Thanh Hóa
- Bruno de Souza Barbosa – Bình Định
- Bruno Henrique de Sousa – Hồng Lĩnh Hà Tĩnh, Sông Lam Nghệ An, Hoàng Anh Gia Lai
- Bruno Matos – Viettel
- Brendon Lucas – Thành phố Hồ Chí Minh
- Caíque Venâncio Lemes – Viettel
- Caion – Hà Nội
- Carlos Rodrigues – Long An, Bình Định
- Cauê Castro Menezes Benicio – Hà Nội
- Claudecir – Quảng Nam, Hải Phòng, Than Quảng Ninh
- Claudir Marini Júnior – SHB Đà Nẵng
- Clayton Bezerra Leite – Thành phố Hồ Chí Minh
- Cleiton Kanu – Long An
- Cristiano Roland – Hà Nội
- Douglas Coutinho – Thép Xanh Nam Định, Khánh Hòa
- Dário Frederico da Silva – Thành phố Hồ Chí Minh
- David Bala – Becamex Bình Dương
- Denílson de Oliveira Araújo – Hải Phòng
- Diego Oliveira Silva – Đồng Tháp, Hải Phòng
- Rodrigo Mota Farias[b] – Navibank Sài Gòn, Ninh Bình, Thanh Hóa
- Diogo Junior Pereira – Becamex Bình Dương, SHB Đà Nẵng, Nam Định, Than Quảng Ninh
- Dionatan Machado – Hồng Lĩnh Hà Tĩnh
- Marcelo Barbieri[c] – Huế, Hoàng Anh Gia Lai
- Douglas Mineiro – Khánh Hòa
- Douglas Tardin – Quảng Nam
- Dudu Lima – Sài Gòn
- Eder Pacheco Ferreira – Tiền Giang
- Eduardo Barbosa Quintanilha – Hoàng Anh Gia Lai, Hòa Phát Hà Nội
- Eduardo Henrique Furrier — Hòa Phát Hà Nội
- Elenildo de Jesus – Thành phố Hồ Chí Minh, Hải Phòng
- Ernesto Paulo Ferreira Calainho Filho – Hoàng Anh Gia Lai
- Evaldo Goncalves – Hoàng Anh Gia Lai
- Everton Eriel Rocha – Long An
- Ewerson Eduardo Moreira – Hải Phòng
- Eydison Teofilo Soares – SHB Đà Nẵng, Long An, Than Quảng Ninh, Becamex Bình Dương
- Fabiano Silva Cabral – Becamex Bình Dương
- Felipe Martins – Hoàng Anh Gia Lai, Sông Lam Nghệ An
- Francisco Roberto dos Santos – Hòa Phát Hà Nội
- Gabriel Davis dos Santos – Quảng Nam
- Gabriel Ferreira – Hoàng Anh Gia Lai
- Geovane Magno – Sài Gòn, Hà Nội, Viettel, Công an Hà Nội
- Gilberto Fortunato – Hải Phòng
- Gilmar da Silva Ramos da Hora – Thanh Hóa
- Gilson Campos da Silva Oliveira – Long An
- Gilson Carlos da Silva – Viettel
- Guilherme Rodrigues Moreira – Sông Lam Nghệ An
- Gustavo Almeida dos Santos – Nam Định
- Gustavo dos Santos Dourado – Long An, Ninh Bình
- Gustavo Henrique Rodrigues – Công an Hà Nội
- Gustavo Sant'Ana Santos – Sông Lam Nghệ An, Đông Á Thanh Hóa
- Gustavo Santos Costa – Thành phố Hồ Chí Minh, Sài Gòn, Thanh Hóa
- Hedipo – Becamex Bình Dương
- Helio da Silva Assis[d] – SHB Đà Nẵng, Hải Phòng, Sông Lam Nghệ An, Hoàng Anh Gia Lai, Becamex Bình Dương, Thành phố Hồ Chí Minh
- Hendrio Araujo Dasilva – Bình Định, Nam Định
- Henrique Marcelino Motta – Hoàng Anh Gia Lai
- Ivan Martins – Long An
- Jackson Nogueira – Thành phố Hồ Chí Minh
- Jairo Rodrigues Peixoto Filho – Khánh Hòa, Hoàng Anh Gia Lai
- Janclesio Almeida Santos – Hồng Lĩnh Hà Tĩnh, Becamex Bình Dương
- Jesuel Martins Trindade Santana – Tiền Giang, Thành phố Hồ Chí Minh, Navibank Sài Gòn, Khánh Hòa
- Jhon Cley – Công an Hà Nội, Hoàng Anh Gia Lai
- Jhonatan Bernardo – SHB Đà Nẵng, Than Quảng Ninh
- João Paulo Sales de Souza – Viettel
- Joel Vinicius – Than Quảng Ninh, Thành phố Hồ Chí Minh, Sông Lam Nghệ An
- Jose Emidio de Almeida – SHB Đà Nẵng, Navibank Sài Gòn, Quảng Nam
- Josivan de Lima Fonseca – Long An
- Jucélio Batista da Silva – Hòa Phát Hà Nội
- Junior Barros – Thành phố Hồ Chí Minh
- Jeferson Elías – Công an Hà Nội
- Kléber Joquebidis dos Santos – Thành phố Hồ Chí Minh
- Laerte Rodrigues de Azevedo Júnior – Hà Nội, Long An, Quảng Nam, Ninh Bình
- Lázaro Procopio de Souza – Navibank Sài Gòn, Hải Phòng
- Leandro Cruz de Oliveira – Navibank Sài Gòn
- Leandro de Oliveira – Hải Phòng, Becamex Bình Dương
- Leandro Teófilo Santos Pinto – Hòa Phát Hà Nội
- Lucão do Break – Hà Nội, SHB Đà Nẵng, Hải Phòng
- Lucas Gaúcho – Hải Phòng
- Lucas Rocha – Quảng Nam
- Luiz Henrique – Đồng Nai, Cần Thơ
- Luiz Antônio de Souza Soares – Đông Á Thanh Hóa
- Marcão Silva – Hà Nội
- Maurício Pinto – SHB Đà Nẵng
- Marlon Rangel – Bình Định
- Marcelo Fernandes – Sài Gòn
- Márcio de Oliveira Marques – Nam Định
- Márcio Jose dos Reis – Thành phố Hồ Chí Minh
- Marclei Santos – Thành phố Hồ Chí Minh
- Marcos Jeferson Farias Valentim[e] – SHB Đà Nẵng, Quảng Nam
- Matheus Vieira da Silva – Sài Gòn
- Neto Baiano – Becamex Bình Dương
- Rogerio Machado Pereira[f] – SHB Đà Nẵng, Xuân Thành Sài Gòn
- Nildo França Júnior – Bình Định
- Osmar Francisco – Hoàng Anh Gia Lai, Sông Lam Nghệ An
- Patrick Boni – SHB Đà Nẵng
- Patrick Cruz – Sài Gòn
- Patrick Leonardo Carneiro da Silva – Thành phố Hồ Chí Minh
- Patrick Roberto Daniel da Silva – Thanh Hóa
- Paulo Foiani – Hòa Phát Hà Nội
- Paulo Henrique Cassiano – Hòa Phát Hà Nội
- Paulo Henrique Ribeiro da Silva – Thanh Hóa
- Pedro Augusto Araújo Pinheiro – Becamex Bình Dương
- Pedro Paulo – Sài Gòn, Viettel
- Philip Onyeky Okoro – Nam Định
- Rafael dos Santos Lima – Long An
- Rafael Souza de Oliveira – Viettel
- Rafaelson Bezerra Fernandes – Nam Định, SHB Đà Nẵng, Bình Định
- Léo Artur – Bình Định
- Alan Grafite – Bình Định
- Júnior Fialho – Công an Hà Nội
- Raphael Steve Rodrigues Marques – Viettel, SHB Đà Nẵng, Ninh Bình
- Reginaldo Chagas Cavalcante – Viettel
- Ricardo Alves Fernandes – Navibank Sài Gòn
- Robson Carneiro Lino – Long An, Bình Định
- Robson Damasceno de Lima – Becamex Bình Dương
- Rodrigo Aparecido Toledo – Becamex Bình Dương, Sông Lam Nghệ An
- Rodrigo da Silva Dias – Quảng Nam, Nam Định, SHB Đà Nẵng
- Rogério Barbosa Cerino – Becamex Bình Dương
- Rogério Braga Correia – Hòa Phát Hà Nội
- Ruy Netto – Hải Phòng
- Salatiel Santos de Menezes – Becamex Bình Dương
- Sandro Nogueira Pedrosa – Bình Định, Sông Lam Nghệ An
- Tales dos Santos – Khánh Hòa
- Thiago Junio – Đồng Nai
- Thiago Papel – Quảng Nam
- Thiago Rodrigo dos Santos – Hải Phòng
- Thiago Starling Otoni Moura – Sài Gòn
- Lucas Alves de Araujo – Nam Định
- Tiago de Paula – Hoàng Anh Gia Lai
- Valdinei dos Santos – Hòa Phát Hà Nội, Sông Lam Nghệ An, Hà Nội
- Wander Luiz – Long An, Cần Thơ, Becamex Bình Dương, Thành phố Hồ Chí Minh
- Warley Oliveira – Quảng Nam, Khánh Hòa
- Washington Brandão – Hoàng Anh Gia Lai
- Wellington Adão – Becamex Bình Dương
- Wesley dos Santos Rodrigues – Nam Định
- Willians de Oliveira Santos – Hòa Phát Hà Nội, Khánh Hòa
- Zé Paulo – Quảng Nam, Thanh Hóa, Hồng Lĩnh Hà Tĩnh
- Yago Ramos – Khánh Hòa, Quảng Nam
- Gilberto Costa – Đồng Tháp
- Anderson – Đồng Tháp
- Washington – Bình Định
- Arthur Junio – Long An
- João Pedro – Viettel

## Cameroon
- Thierry N'Gale Jiemon[g] – Đồng Nai
- Benoit Elmakoua Tcheuko[h] – Đồng Nai
- Diederrick Joel Tagueu – Hà Nội
- Paul-Georges Ntep – Thành phố Hồ Chí Minh
- François Endene – Viettel, Hà Nội, Hòa Phát Hà Nội, Navibank Sài Gòn
- Aime Djicka Gassissou – SHB Đà Nẵng, Thanh Hóa
- Louis Epassi Ewonde – SHB Đà Nẵng, Thành phố Hồ Chí Minh, Thanh Hóa
- Christian Nsi Amougou – Đồng Tháp, Đồng Nai, Xuân Thành Sài Gòn, Becamex Bình Dương, Cần Thơ
- Paul Emile Biyaga – Sông Lam Nghệ An
- Edouard Ndjodo – Sông Lam Nghệ An
- Yves Simplice Mboussi – Hà Nội ACB
- Gustave Anicet Bebbe Mbangue – Sông Lam Nghệ An
- Gaspard Yelleduor – Nam Định
- Marcelin Nkemi – Becamex Bình Dương
- Joël Tchami – Hà Nội ACB
- Nyom Nyom Aloys – Viettel
- Malcolin Nzouatchoum Mbiakop – Hà Nội ACB
- Emmanuel Ayuk – Huế
- Dominic Vinicius – Nam Định

## Cape Verde
- António Paiva Tavares – Hà Nội

## Chile
- Alfredo Figueroa – Nam Định

## Colombia
- Edison Fonseca – Navibank Sài Gòn
- Santiago Patiño – Thành phố Hồ Chí Minh

## Costa Rica
- Ariel Francisco Rodríguez – Thành phố Hồ Chí Minh
- José Guillermo Ortiz – Thành phố Hồ Chí Minh

## Congo
- Juvhel Tsoumou – Công an Hà Nội
- Fudje Albert Fuji Bosango – Đồng Tháp
- Prince Ibara – Becamex Bình Dương, Hồng Lĩnh Hà Tĩnh

## Cộng hòa Dân chủ Congo
- Patiyo Tambwe – Thanh Hóa, Ninh Bình, An Giang, Quảng Nam, Cần Thơ, Than Quảng Ninh, Nam Định, Khánh Hòa
- Bolima Cedric Ousman – Long An
- Grace Tanda – SHB Đà Nẵng
- Tshamala Kabanga – Long An
- Liswa Nduti[i] – Sông Lam Nghệ An

## Cộng hòa Séc
- Petr Sedlak – Nam Định
- Tomáš Jakus – Nam Định

## Cộng hòa Trung Phi
- Franklin Clovis Anzité – Long An

## Croatia
- Tonći Mujan – Hà Nội
- Josip Balić – Thanh Hóa
- Josip Zeba – Hoàng Anh Gia Lai
- Marko Šimić – Becamex Bình Dương, Đồng Tháp, Long An
- Anto Pejic – SHB Đà Nẵng
- Adrian Valentić – SHB Đà Nẵng, Cần Thơ
- Rajko Vidović – Sông Lam Nghệ An

## Cuba
- Yaikel Pérez – SHB Đà Nẵng

## Curaçao
- Dyron Rudolph Daal – Kiên Giang

## Đức
- Dominik Schmitt – SHB Đà Nẵng
- Joseph Laumann – Ninh Bình

## Ethiopia
- Fikru Teferra – Thanh Hóa

## Jamaica
- Rimario Allando Gordon – Thanh Hóa, Hà Nội, Bình Định, Hải Phòng, Becamex Bình Dương
- Jermie Dwayne Lynch – Sông Lam Nghệ An, Hải Phòng, Than Quảng Ninh, Bình Định
- Daniel Green – Thành phố Hồ Chí Minh
- Atapharoy Conroy Bygrave – Thành phố Hồ Chí Minh
- Chevaughn Walsh – Hoàng Anh Gia Lai, Hồng Lĩnh Hà Tĩnh
- Andre Diego Fagan – Sông Lam Nghệ An, Hải Phòng, Than Quảng Ninh
- Errol Stevens – Hải Phòng, Thanh Hóa
- Sean Peter Roy Fraser – SHB Đà Nẵng
- Horace James – SHB Đà Nẵng
- Kavin Elroy Bryan – Hải Phòng, Sông Lam Nghệ An
- Devon Hodges – Sông Lam Nghệ An, Đồng Tháp

## Gambia
- Modou Jagne – SHB Đà Nẵng

## Ghana
- Issifu Ansah[j] – Khánh Hòa, Hải Phòng, Nam Định
- Jonathan Quartey[k] – Hà Nội ACB, Khánh Hòa, Hải Phòng, Thanh Hóa, Long An
- Abubakar Mahadi – Sông Lam Nghệ An
- Joseph Hendricks – Kiên Giang
- Mohammed Abdul Basit – Sông Lam Nghệ An
- Edmund Owusu-Ansah – Sông Lam Nghệ An, Hải Phòng
- David Annas – Quảng Nam
- William Anane – Hòa Phát Hà Nội
- Mustapha Essuman – Khánh Hòa
- Benjamin Mawusi Dzigba – Hoàng Anh Gia Lai
- Michael Mensah[l] – Thanh Hóa
- Kwame Attram – Hà Nội
- Shamo Abbey – Ngân hàng Đông Á, Sông Lam Nghệ An, Becamex Bình Dương
- Emanuel Bentil – Khánh Hòa
- Enock Bentil – Hà Nội ACB
- Seidu Ninche Shafiwu – Long An
- Anthony Kankam – Ngân hàng Đông Á, Thanh Hóa
- Bernard Achaw – Hải Phòng

## Guiné-Bissau
- Amido Baldé – Thành phố Hồ Chí Minh

## Haiti
- Ashkanov Apollon – Long An
- Jean-Eudes Maurice – Sài Gòn
- Watz Leazard – Khánh Hòa
- Bicou Bissainthe – Hải Phòng

## Hà Lan
- Danny van Bakel[m] – Becamex Bình Dương, Đồng Nai, Thanh Hóa
- Romario Kortzorg – Becamex Bình Dương
- Keeziah Veendorp- Hà Nội FC
- Alexander Prent – SHB Đà Nẵng

## Hàn Quốc
- Seo Yong-duk – Thành phố Hồ Chí Minh
- Ahn Byung-keon – Sài Gòn
- Kim Bong-jin – Hoàng Anh Gia Lai
- Sim Woon-sub – Ninh Bình, Long An
- Kim Dae-chul – Becamex Bình Dương
- Park Sung-kwang – Becamex Bình Dương
- Lee You-sung – Becamex Bình Dương
- Sul Ik Chan – Khánh Hòa
- An Sae-hee – Hoàng Anh Gia Lai
- Hwang Jung-min – Huế
- Hwang Jeing-man – Huế

## Hoa Kỳ
- Lee Nguyen – Hoàng Anh Gia Lai, Becamex Bình Dương, Thành phố Hồ Chí Minh
- Victor Mansaray – Becamex Bình Dương, Hồng Lĩnh Hà Tĩnh, Nam Định, Thành phố Hồ Chí Minh
- Mobi Fehr – Hoàng Anh Gia Lai

## Hungary
- Krisztián Timár – SHB Đà Nẵng
- Mátyás Lázár – Hà Nội ACB
- Lajos Takács – Hà Nội ACB
- Károly Kovacsics – Hà Nội ACB

## Hy Lạp
- Alexandros Tanidis – Becamex Bình Dương

## Iran
- Iman Alami – Công an Hà Nội

## Kazakhstan
- Imailov Denis – Công an Hà Nội

## Kenya
- Rodgers Omusulah Nandwa[n] – Thanh Hóa, Đồng Nai, Cần Thơ
- Allan Wanga – Hoàng Anh Gia Lai
- Harrison Eric Muranda – Nam Định, Sông Lam Nghệ An
- James Omondi – Sông Lam Nghệ An

## Kosovo
- Gramoz Kurtaj – SHB Đà Nẵng, Thanh Hóa, Nam Định

## Liberia
- Jonah Sarrweah – Becamex Bình Dương
- Vafin K Dolley – Hải Phòng
- Sam Garmojaly Dee – Đồng Tháp

## Litva
- Vytas Gašpuitis – Sông Lam Nghệ An

## Malawi
- Victor Nyirenda – Đồng Nai

## Mali
- Souleymane Diabate – Long An
- Kalifa Dembele – Thanh Hóa, SHB Đà Nẵng

## Mauritania
- Dominique Da Sylva – Thành phố Hồ Chí Minh, Sài Gòn

## Mexico
- Francisco Rodrinues Rubio – Tiền Giang[12]

## Montenegro
- Danko Kovačević – Sông Lam Nghệ An
- Zdravko Dragićević – Long An, Hoàng Anh Gia Lai

## Mozambique
- Nuro Amino Tualibudane – SHB Đà Nẵng

## Nam Phi
- Philani – Becamex Bình Dương
- Jabulani Mnguni – Sông Lam Nghệ An
- Joseph Lebo Ngake – Hà Nội ACB

## Nga
- Rod Dyachenko – Than Quảng Ninh, Thành phố Hồ Chí Minh
- Vyacheslav Melnikov – Đồng Tháp
- Nikolay Tkachenko – Nam Định
- Eduard Sakhnevich – Cảng Sài Gòn
- Serguei Litvinov – Nam Định
- Oleg Reshetov – Bình Định
- Sergey Komyagin – Hải Phòng

## Nhật Bản
- Ideguchi Masaaki – Hoàng Anh Gia Lai

## Nigeria
- Samson Kayode Olaleye[o] – Đồng Tháp, Hà Nội, Quảng Nam, Thanh Hóa, Thành phố Hồ Chí Minh
- Dio Preye[p] – Ninh Bình, Quảng Nam
- Suleiman Oladoja Abdullahi[q] – Navibank Sài Gòn, Xuân Thành Sài Gòn, Kiên Giang, Becamex Bình Dương, Quảng Nam, Khánh Hòa
- Amaobi Honest Uzowuru[r] – Nam Định, SHB Đà Nẵng, Becamex Bình Dương
- Sunday Emmanuel – Thanh Hóa, Becamex Bình Dương, Than Quảng Ninh, Cần Thơ
- Uche Iheruome – Than Quảng Ninh, Khánh Hòa, Thanh Hóa
- Ganiyu Bolayi Oseni – Kiên Giang, Hoàng Anh Gia Lai, Long An, Cần Thơ, Becamex Bình Dương, Hà Nội, Sông Lam Nghệ An
- Michael Olaha – Sông Lam Nghệ An
- Ighodaro Christian Osaguona – SHB Đà Nẵng
- Timothy Anjembe – Đồng Tháp, Hòa Phát Hà Nội, Hà Nội ACB, Ninh Bình, Hoàng Anh Gia Lai
- Emeka Chukwu Achilefu – Nam Định, SHB Đà Nẵng
- Kelly Kester Oahimijie – Hoàng Anh Gia Lai, Hồng Lĩnh Hà Tĩnh
- Ismahil Akinade – Thành phố Hồ Chí Minh, SHB Đà Nẵng, Hồng Lĩnh Hà Tĩnh
- Emmanuel Tony Agbaji – Nam Định
- Raphael Success – Công an Hà Nội
- Stephen Eze – Quảng Nam
- Charles Atshimene – Becamex Bình Dương
- Peter Onyekachi Samuel – Sông Lam Nghệ An
- Edward Ofere – Thanh Hóa
- Chinedu Udoka – Becamex Bình Dương
- Samuel Nnamani – Thép Xanh Nam Định
- Samson Kpenosen – Becamex Bình Dương, Đồng Tháp
- Akanni-Sunday Wasiu – Cần Thơ, Long An
- Odah Marshall – Sông Lam Nghệ An
- George Bisan – Than Quảng Ninh
- Peter Omoduemuke – Than Quảng Ninh, Đồng Nai
- Felix Gbenga Ajala – Đồng Tháp, Kiên Giang, An Giang
- Abdul Haruna – Sông Lam Nghệ An
- Felix Ogbuke – Hoàng Anh Gia Lai, Quảng Nam
- Ekpe Aniekan Okon – Bình Định, Đồng Tháp, Hải Phòng, Navibank Sài Gòn, Becamex Bình Dương
- Udo Fortune – Becamex Bình Dương
- Egbo Osita – Thanh Hóa, Becamex Bình Dương
- Yahaya Adamu – Quảng Nam
- Odinaka Ambrose Ezeocha – Hà Nội ACB
- Olushola Olumuyiwa Aganun – Hòa Phát Hà Nội, Hoàng Anh Gia Lai
- Dickson Nwakaeme – Sông Lam Nghệ An
- Sunday Chibuike – Đồng Tháp
- Adeolu Simon Manuwa – Khánh Hòa
- John Wole – Thành phố Hồ Chí Minh, Hải Phòng, Thanh Hóa
- Osamudienwen Idehen – Hải Phòng
- Joseph Nwafor – Becamex Bình Dương
- Hammed Adesope – Đồng Tháp
- Adebowale Ogungbure – Ninh Bình
- Akindele Abraham Toluwase – Kiên Giang
- Ahmed Olajide Williams – Thanh Hóa
- Andela Atangana – Đồng Tháp
- Samuel Ayorinde – SHB Đà Nẵng
- Ejife Smart Ozotite – Bình Định
- Abraham Adewale Adelaja – Khánh Hòa
- Abdulrazak Ekpoki – Sông Lam Nghệ An
- Ajoku Obinna Darlington – Nam Định
- Michael Chukwuwike Odibe – Nam Định
- Andrew Uzoma Opara – Huế, Sông Lam Nghệ An
- David Abidoye – Sông Lam Nghệ An
- Emmanuel Onyeji Ejike – Nam Định
- Andrew Amakuro Inerepamo – Thanh Hóa
- Oyebola Abiodun Folorunso – Huế
- Endurance Idahor – Long An
- Paul Nwachukwu – Nam Định
- Moses Oyiboaga Orhie – Thanh Hóa
- Emeribe Declan – SHB Đà Nẵng
- Bakare Ganiyu Adewunmi – Cảng Sài Gòn
- Sunday Samuel Ilevbare – Nam Định
- Musa Aliu – Cảng Sài Gòn
- Blessing Ughojo – Bình Định
- Golden Ajeboh – Bình Định
- A.abudula Tef Seriki – Cảng Sài Gòn
- Abdul Wasiu Saliu – Nam Định
- Stephen Gopey – Hồng Lĩnh Hà Tĩnh

## Paraguay
- Anggello Machuca – Hà Nội ACB
- Irineo Roberto Acosta Collante – Nam Định

## Palestine
- Matías Jadue – Thành phố Hồ Chí Minh

## Puerto Rico
- John Krause – Hòa Phát Hà Nội

## Pháp
- Papa Ibou Kébé – Hà Nội, Quảng Nam, SHB Đà Nẵng
- Youssouf Touré – Khánh Hòa, Becamex Bình Dương
- Chaher Zarour – Khánh Hòa
- Victor Nirennold – SHB Đà Nẵng
- Loris Arnaud – Hà Nội
- Cédric Moukouri – Hòa Phát Hà Nội
- David Serene – Ngân hàng Đông Á

## Philippines
- Alvaro Silva – Hà Nội
- Alfredo Razon Gonzalez – Ngân hàng Đông Á

## România
- Petrisor Voinea – Sông Lam Nghệ An
- Cosmin Goia – SHB Đà Nẵng
- Robert Niță – Viettel
- István Téger – Hà Nội ACB

## Rwanda
- Julien Nsengiyumva – Sông Lam Nghệ An, Hải Phòng
- Jimmy Mulisa – Hải Phòng

## Serbia
- Vladimir Silađi – Hà Nội
- Milan Jevtović – Hà Nội
- Igor Jelić – SHB Đà Nẵng
- Damir Memović – Sông Lam Nghệ An, Hoàng Anh Gia Lai
- Bojan Mamić – SHB Đà Nẵng
- Slobodan Dinčić – Thanh Hóa
- Milorad Janjuš – SHB Đà Nẵng
- Dalibor Mitrović – Sông Lam Nghệ An

## Sénégal
- Pape Omar Faye – Thanh Hóa, Hà Nội
- Sadio Diao – Khánh Hòa, Quảng Nam
- Cheikh Abass Dieng – Sông Lam Nghệ An, Thanh Hóa, Becamex Bình Dương
- Mohamed Moustapha N'diaye – Hoàng Anh Gia Lai
- Guy Olivier N'Diaye – Becamex Bình Dương
- Abdoulaye Diallo – Hồng Lĩnh Hà Tĩnh

## Sierra Leone
- Aluspah Brewah – Hà Nội ACB
- Lamin Massaquoi – Thanh Hóa
- Kabba Samura – Hoàng Anh Gia Lai
- Hassan Koeman Sesay – Hà Nội ACB

## Slovenia
- Ivan Firer – Thanh Hóa, Becamex Bình Dương
- Nastja Čeh – Thanh Hóa

## Tanzania
- Danny Mrwanda – Long An
- Abdi Kassim Sadallah – Long An

## Tây Ban Nha
- Carlos Alfonso Fernández Herrera – Hải Phòng
- Melquiades Candelario Gomez – Đồng Nai, SHB Đà Nẵng, Than Quảng Ninh
- Mario Arqués – Sông Lam Nghệ An

## Thái Lan
- Kiatisuk Senamuang – Hoàng Anh Gia Lai
- Dusit Chalermsan – Hoàng Anh Gia Lai
- Sakda Joemdee[s] – Ngân hàng Đông Á, Hoàng Anh Gia Lai
- Nirut Surasiang[t] – Bình Định, Hoàng Anh Gia Lai
- Datsakorn Thonglao – Hoàng Anh Gia Lai
- Totchtawan Sripan – Hoàng Anh Gia Lai
- Yuttajak Kornchan – Hoàng Anh Gia Lai
- Chukiat Noosarung – Hoàng Anh Gia Lai
- Vimol Jankam – Hoàng Anh Gia Lai
- Manit Noywech – Bình Định
- Sarayoot Chaikamdee – Bình Định
- Therdsak Chaiman – Ngân hàng Đông Á
- Pitipong Kuldilok – Ngân hàng Đông Á
- Niweat Siriwong – Ngân hàng Đông Á
- Pipat Thonkanya – Bình Định, Đồng Tháp
- Issawa Singthong – Bình Định
- Ekaphan Inthasen – Nam Định

## Thụy Điển
- Darko Lukanović – Hoàng Anh Gia Lai

## Togo
- Vincent Bossou – Navibank Sài Gòn
- Nouhoum Moutawakil – Khánh Hòa
- Alfa Potowabawi – Huế

## Trinidad và Tobago
- Shackeil Henry – Sông Lam Nghệ An, Nam Định
- Neil Benjamin – Nam Định
- Hughton Hector Kerin – Sông Lam Nghệ An, Hà Nội
- Daneil Cyrus – Hà Nội
- Willis Plaza – Navibank Sài Gòn, Sông Lam Nghệ An

## Trung Quốc
- Yu Xiang – Ngân hàng Đông Á
- Zhao Shuang – Ngân hàng Đông Á

## Uganda
- Geoffrey Kizito[u] – Xuân Thành Sài Gòn, Than Quảng Ninh, Sài Gòn
- Ronald Martin Katsigazi[v] – Hải Phòng, Long An, Hòa Phát Hà Nội
- Isaac Kamu Mylyanga[w] – Hòa Phát Hà Nội, Long An
- Joseph Mpande – Hải Phòng
- Moses Oloya – Xuân Thành Sài Gòn, Becamex Bình Dương, Hà Nội
- Kisekka Henry – Hòa Phát Hà Nội, Đồng Nai, Quảng Nam, Long An, Cần Thơ
- Brian Umony – Becamex Bình Dương
- Francis Onyango – Hải Phòng
- Kasule Owen – Hoàng Anh Gia Lai
- Joseph Ochaya – Navibank Sài Gòn
- Kirizestom Ntambi – Navibank Sài Gòn
- Lawrence Kizito – Thanh Hóa
- Charles Livingstone Mbabazi – Becamex Bình Dương
- Andrew Lutaya Lule – Hải Phòng
- Willy Kyambadde – Hải Phòng
- Fred Tamale – SHB Đà Nẵng
- Majid Musisi Mukiibi – SHB Đà Nẵng
- Enock Kyembe – Sông Lam Nghệ An
- Lulenti Kyeyune – Sông Lam Nghệ An, SHB Đà Nẵng
- Iddi Batambuze – Sông Lam Nghệ An
- Henry Kakooza – Hải Phòng
- Asman Bogere – Long An
- Gerald Kofie – Sông Lam Nghệ An

## Ukraina
- Oleksandr Sydorenko – Đồng Tháp
- Oleksandr Gnatenko – Đồng Tháp
- Artem Alexandrovich Yashkin – Đồng Tháp
- Yevgen Diachenko – Đồng Tháp, Thành phố Hồ Chí Minh
- Aleksandr Balenko – Đồng Tháp, Thành phố Hồ Chí Minh
- Boric Shevelyuk – Đồng Tháp
- Yuriy Markin – Đồng Tháp
- Vyacheslav Lepyavko – Công an Hà Nội

## Uruguay
- Diego Nogues – Khánh Hòa

## Uzbekistan
- Jahongir Abdumominov – Viettel

## Úc
- Sam Justin Gallagher – Hà Nội
- Josh James Maguire – Thành phố Hồ Chí Minh
- Nicholas Olsen – Sài Gòn

## Ý
- Giovanni Speranza – Kiên Giang

## Zimbabwe
- Tostao Kwashi[x] – Long An, Thanh Hóa
- Justice Majabvi − Khánh Hòa, Hải Phòng
- Morgan Nkathazo – SHB Đà Nẵng